# Vale das Fontes
Vale das Fontes ist eine Gemeinde (Freguesia) im portugiesischen Kreis Vinhais. In ihr leben 262 Einwohner (Stand 19. April 2021).